# دونا ایر
دونا ایر (انگلیسی: Donna Air؛ زادهٔ ۲ اوت ۱۹۷۹) چهره، خواننده، هنرپیشه اهل انگلستان است. از سریال‌هایی که او در آن بازی کرده‌است می‌توان به هتل بابل و حباب اشاره کرد.

## زندگی
ایر در والزند، تاینساید شمالی متولد شد او پس از مدرسه ابتدایی به دانشگاهی در نیوکاسل رفت.